# Bundesautobahn 995
Bundesautobahn 995 (em português: Autoestrada Federal 995) ou A 995, é uma auto-estrada na Alemanha.
A Bundesautobahn 995 tem 11 km de comprimento.

## Estados
Estados percorridos por esta autoestrada:
- Baviera